# راؤول ريمي
راؤول ريمي (بالفرنسية: Raoul Rémy) ولد بتاريخ 25 أكتوبر 1919 في مارسيليا، وتوفي في 22 يونيو 2002 في مارسيليا، كان دراج فرنسي في صنف سباق الدراجات على الطريق.

## سجل النتائج

### سباقات أو مراحل فاز بها
- طواف فرنسا

## وصلات خارجية
- الموقع الرسمي

## روابط خارجية
- راؤول ريمي على موقع أرشيف الدراجات (الإنجليزية)
- راؤول ريمي على موقع إحصائيات الدراجات الإحترافية (الإنجليزية)